# Las Grąbliński

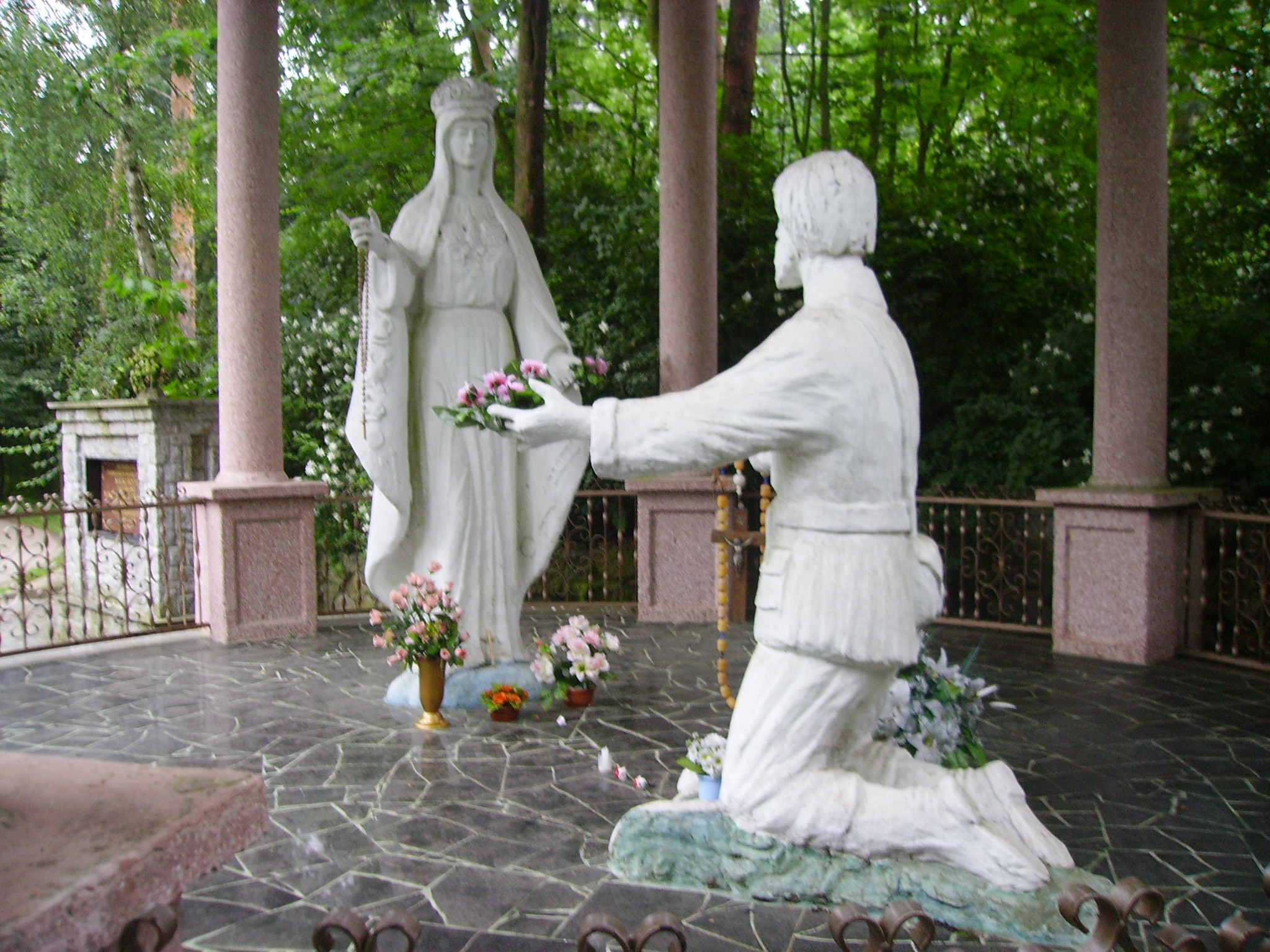
Pomnik Maryi i Mikołaja Sikatki

Las Grąbliński – las koło miejscowości Grąblin, przy drodze z Konina do Lichenia, znany jako miejsce objawień Matki Bożej Bolesnej Królowej Polski.
W latach 1842–1852 znajdował się tu obraz Matki Boskiej Licheńskiej, przez wiernych uważany za słynący cudami. W 1842 r. obraz został zawieszony na sośnie przez kowala i uczestnika bitwy pod Lipskiem, Tomasza Kłossowskiego. W miejscu tym, 15 sierpnia 1850 r. Matka Boża ukazała się Mikołajowi Sikatce, pasterzowi z Grąblina. Maryja w wizji przekazała mu różne wskazówki, w tym zalecenie przeniesienia obrazu z lasu do kościoła. W 1852 r. zarządca majątku Licheń, Ignacy Wiśniewski, zbudował przy drodze kapliczkę, do której przeniesiono obraz. W roku 1943 kaplica została zniszczona przez Niemców, następnie została odbudowana. Obecnie w miejscu tym, ogrodzonym kamiennym murem, znajdują się stacje drogi krzyżowej i kaplice. W jednej z nich znajduje się kamień z wyrzeźbionymi stopami Matki Bożej, który miał upamiętniać miejsce objawień Matki Boskiej. 29 września 1852 r. obraz został przeniesiony do kościoła św. Doroty w Licheniu. Obecnie znajduje się w głównym ołtarzu bazyliki licheńskiej.

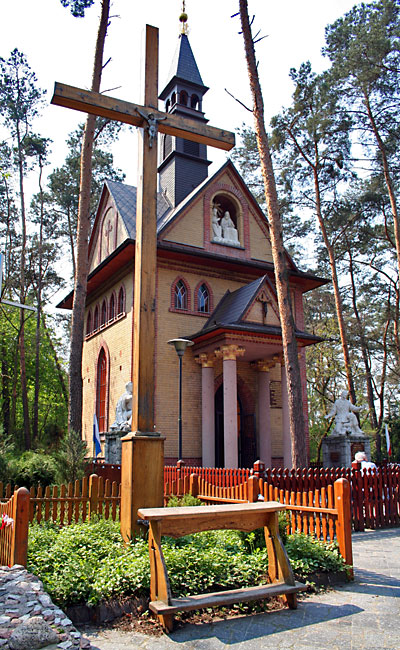
Jedna z leśnych kaplic
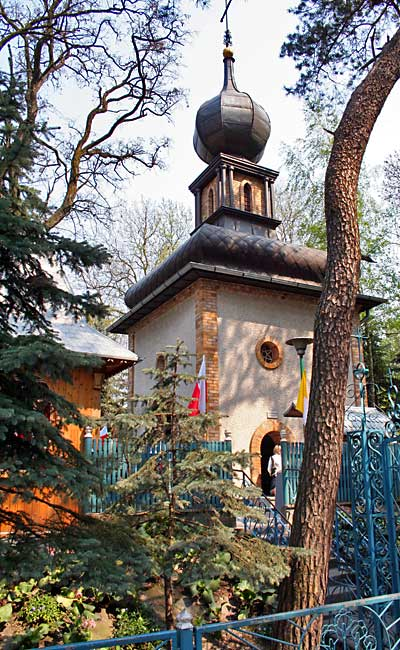
Kaplica kryjąca kamień z wyrzeźbionymi stopami Matki Bożej
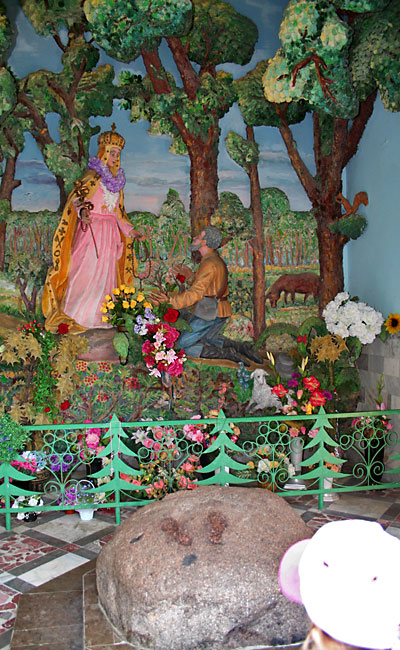
Kamień z wyrzeźbionym odbiciem stóp Matki Bożej
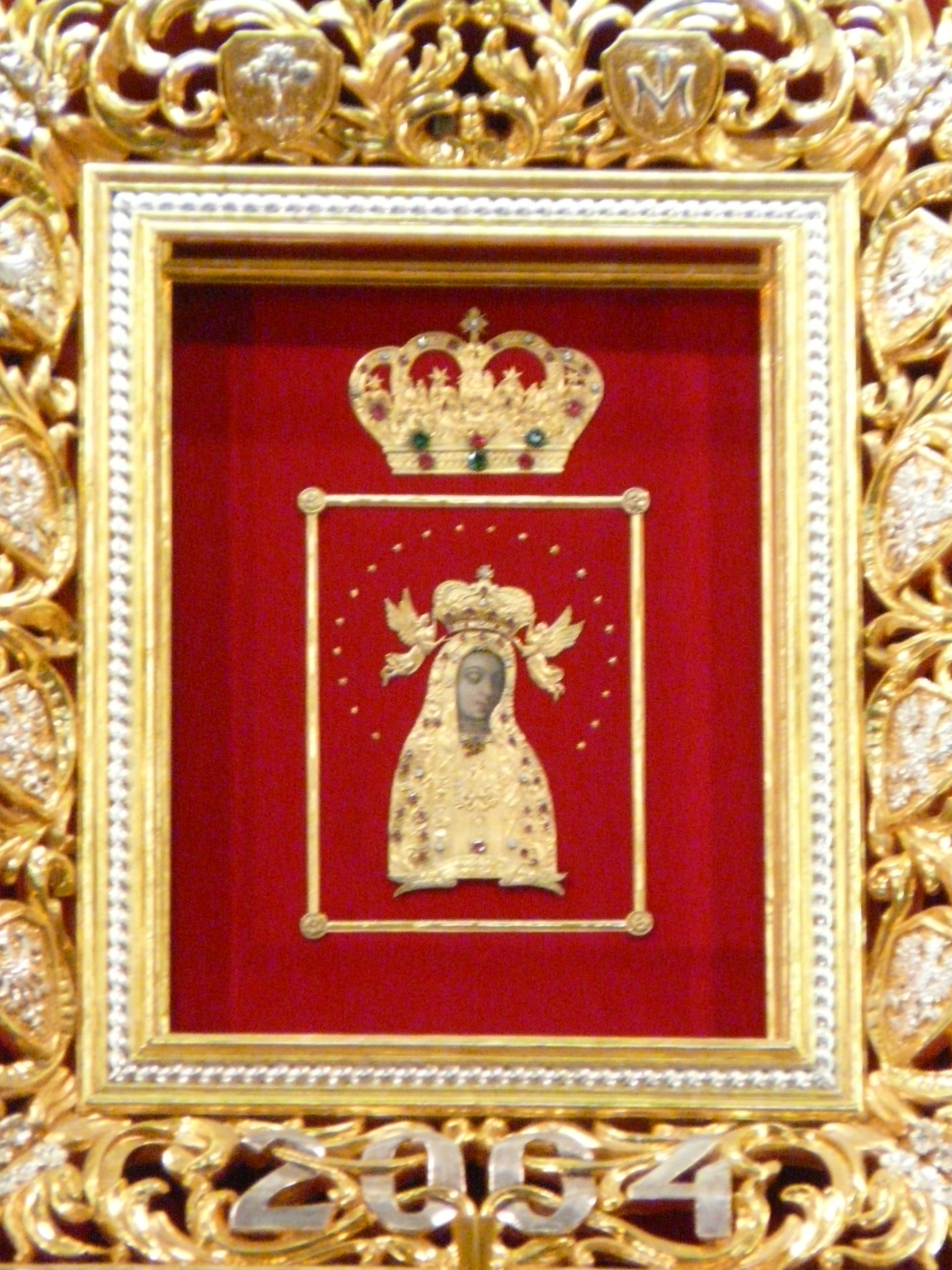
Obraz Matki Boskiej Licheńskiej